# Église Saint-Pierre de Touques
Pour les articles homonymes, voir Église Saint-Pierre.
L'église Saint-Pierre est une église catholique située à Touques, en France.

## Localisation
L'église est située dans le département français du Calvados, au sud du bourg de Touques.

## Historique
L'église originelle fut édifiée  au XIe siècle. À la suite d'un incendie au XIVe siècle, la nef a été réduite de moitié et une nouvelle façade fut édifiée par la suite.

L'église, désaffectée en 1791, fut laissée à l'abandon puis servit entre autres d'entrepôt et de salle de sport.
 De nos jours, elle sert de salle d'exposition et de concert .

L'édifice est classé au titre des monuments historiques par la liste de 1840.

## Architecture

### Galerie: extérieur de l'église

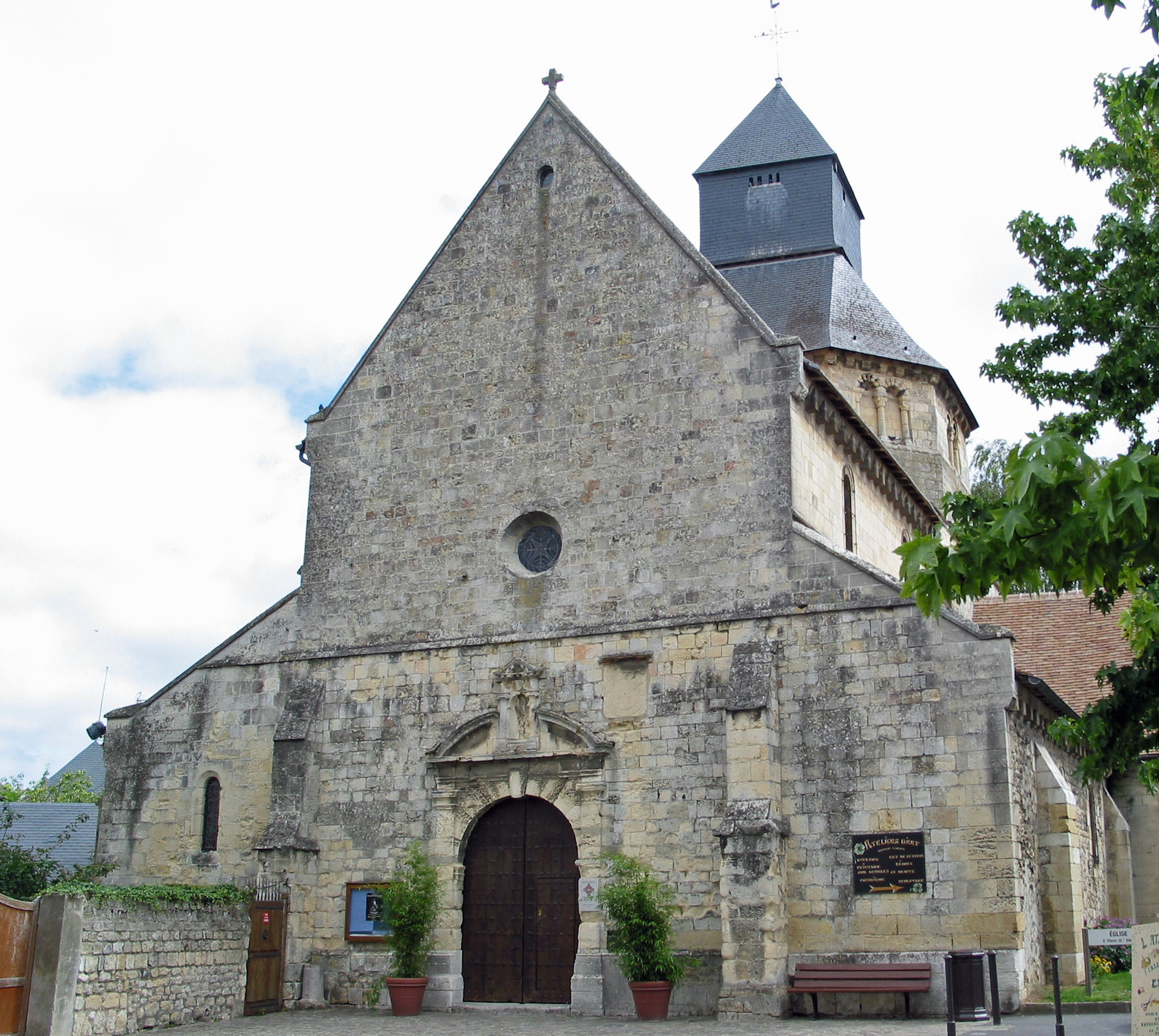
La façade occidentale.
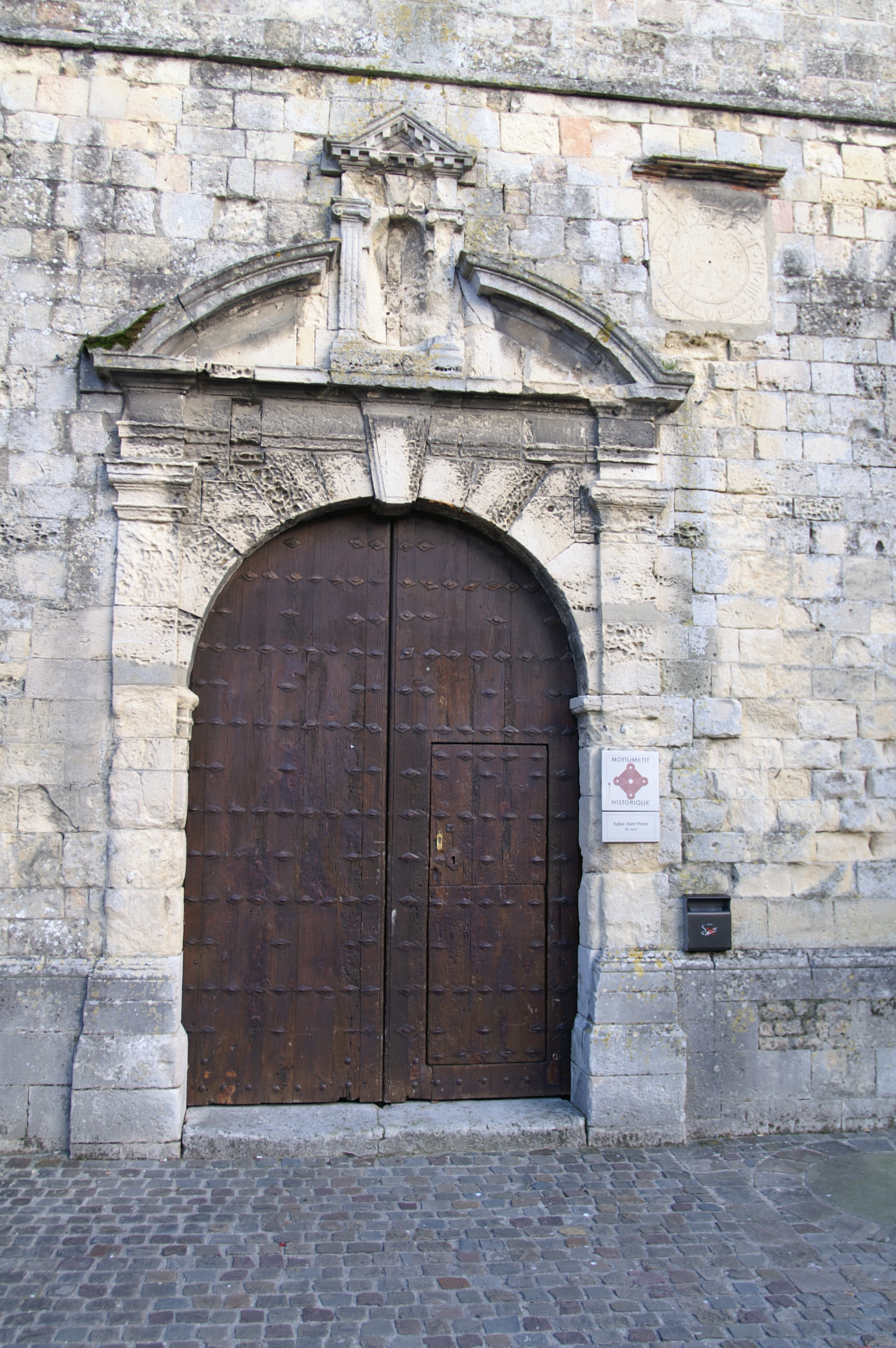
Le portail.
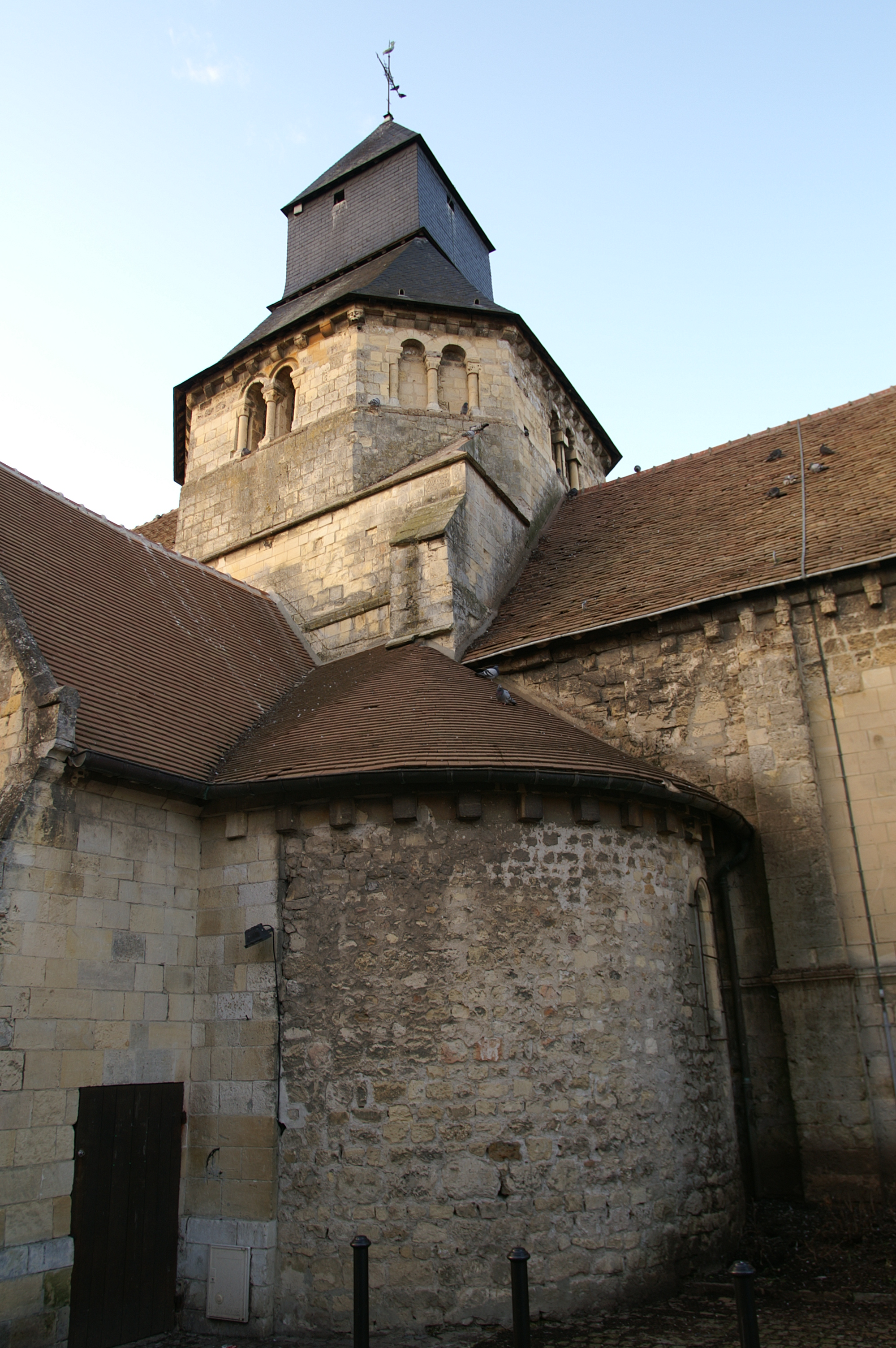
Le clocher.
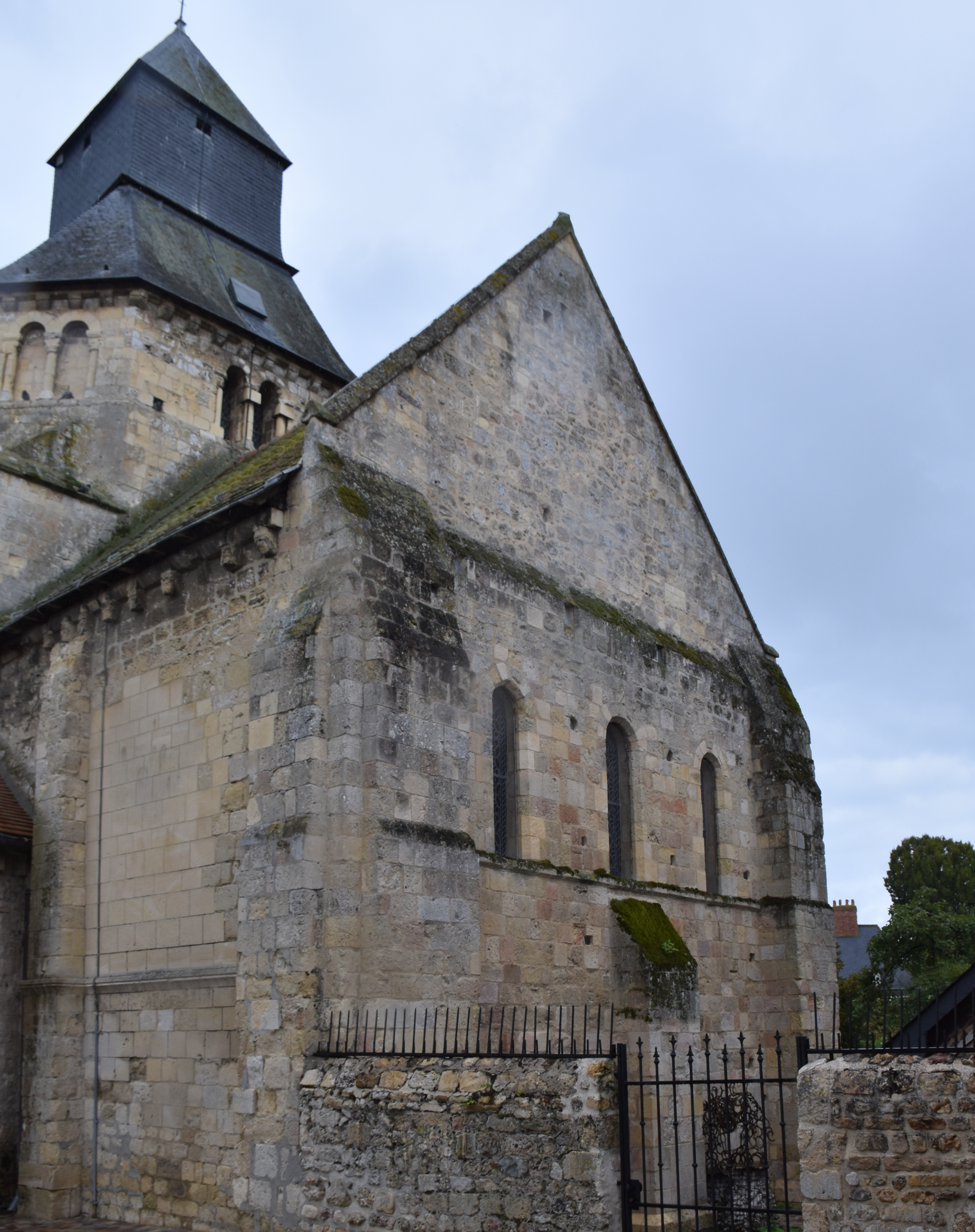
Chevet plat.
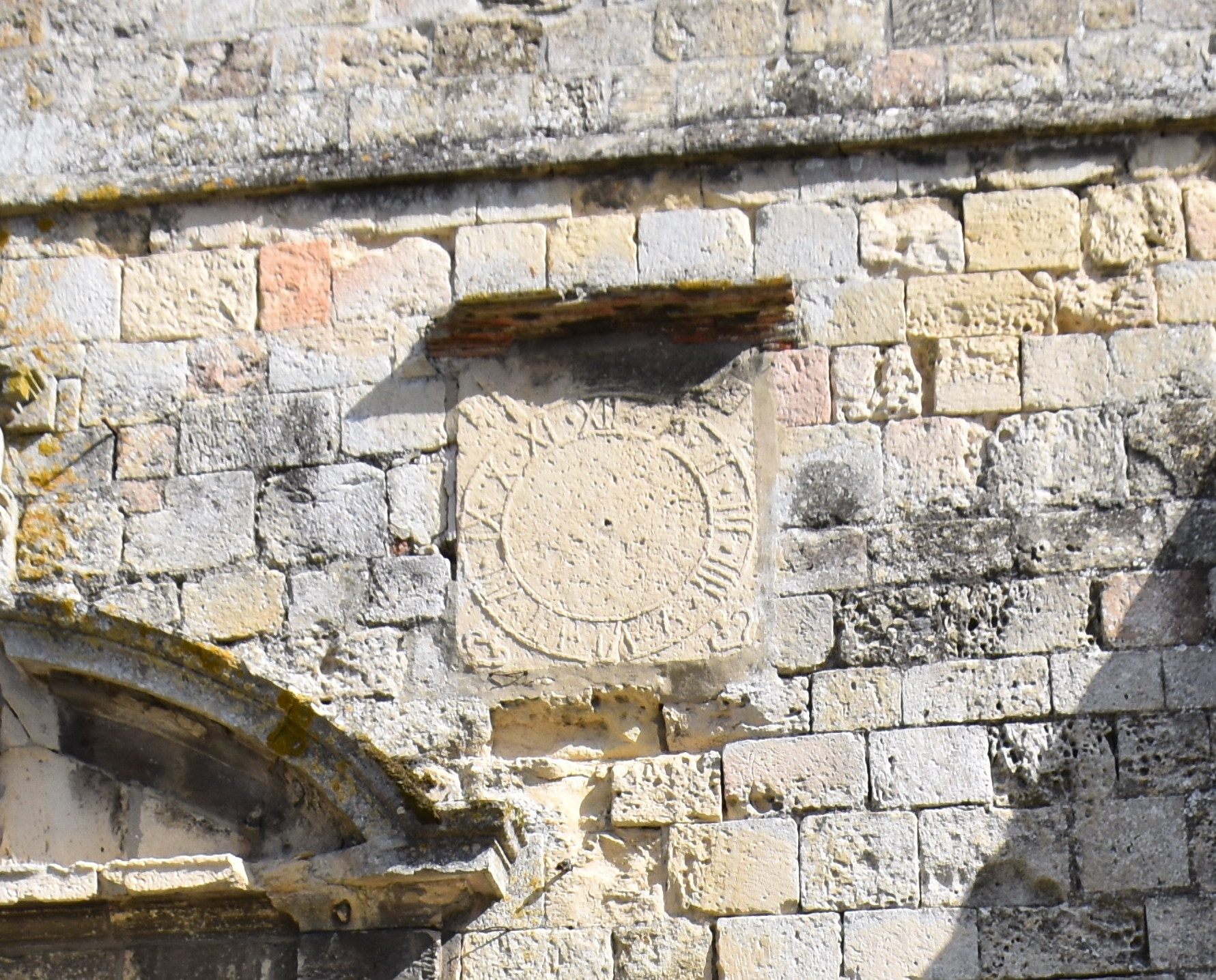
Cadran solaire sur la façade.
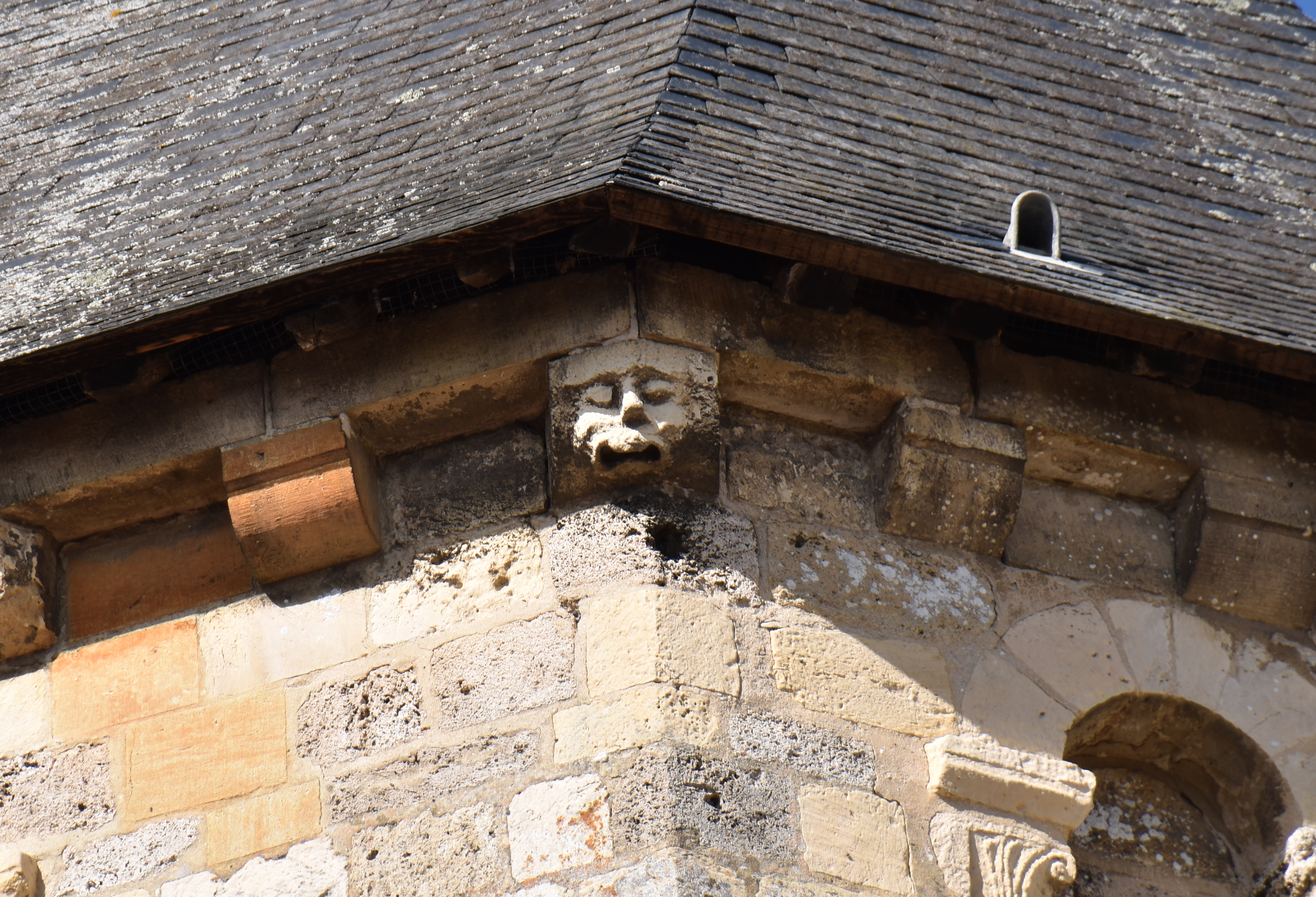
Modillon sculpté.

### Galerie: intérieur de l'église

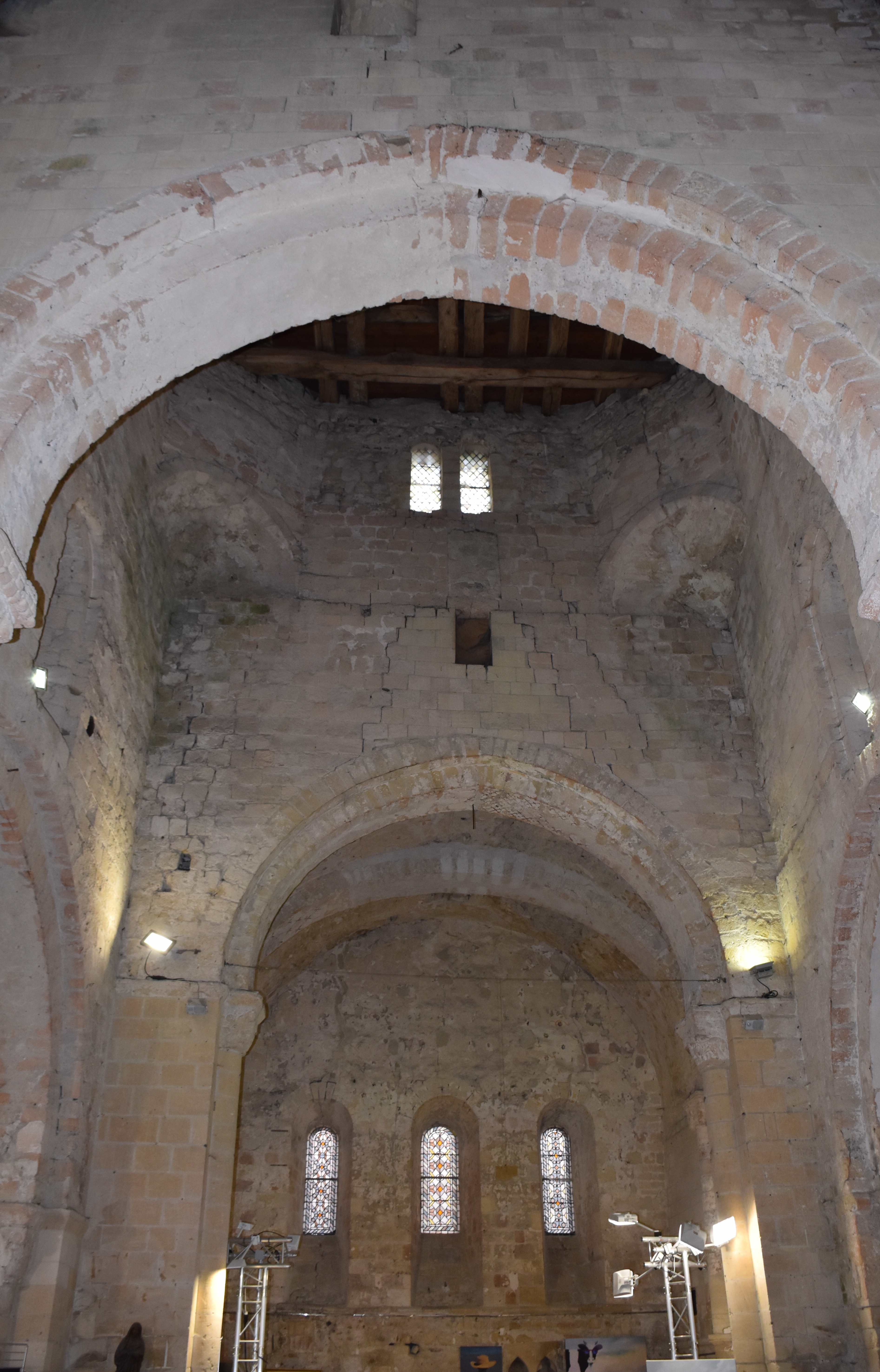
La nef.
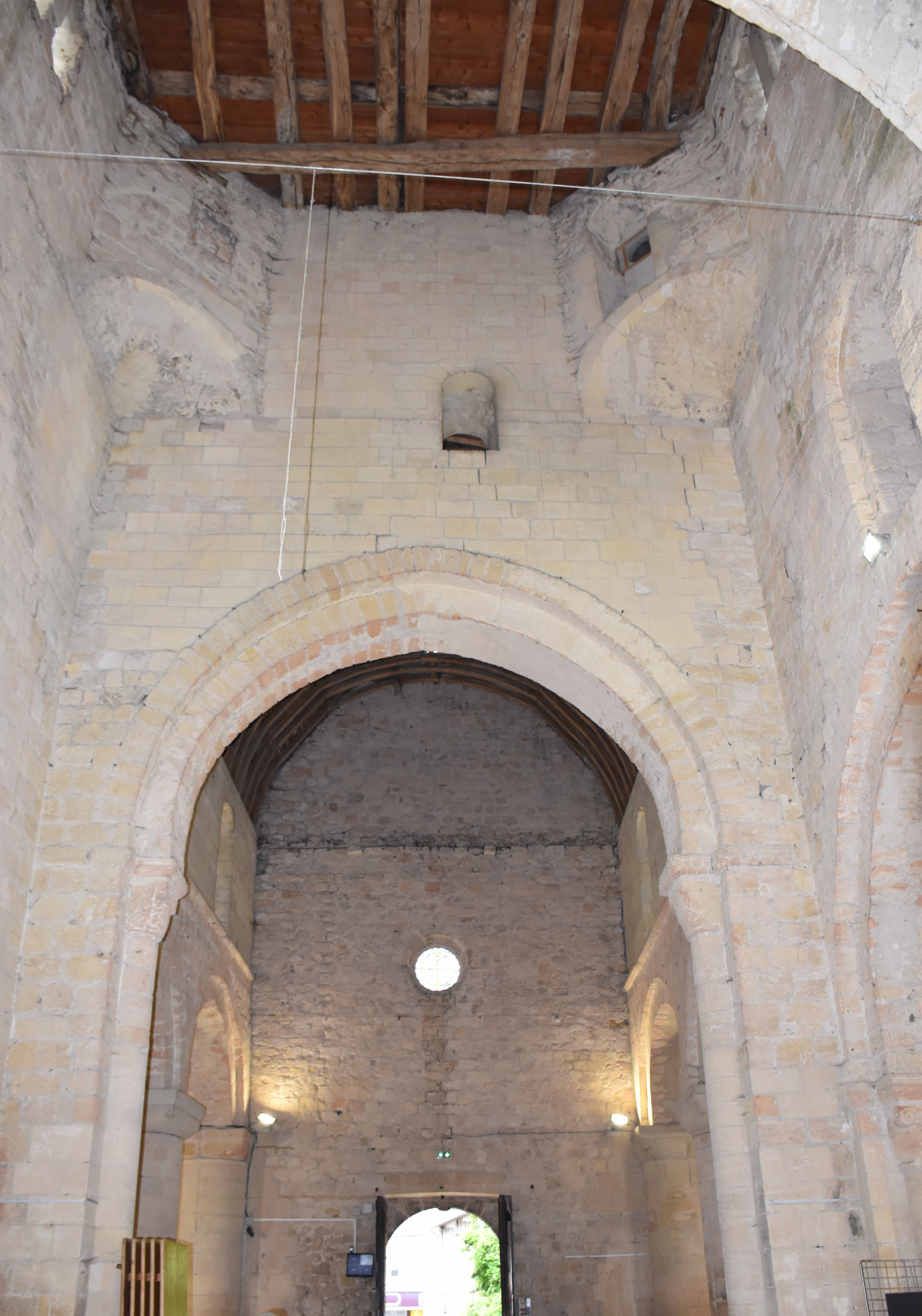
La nef côté porche.
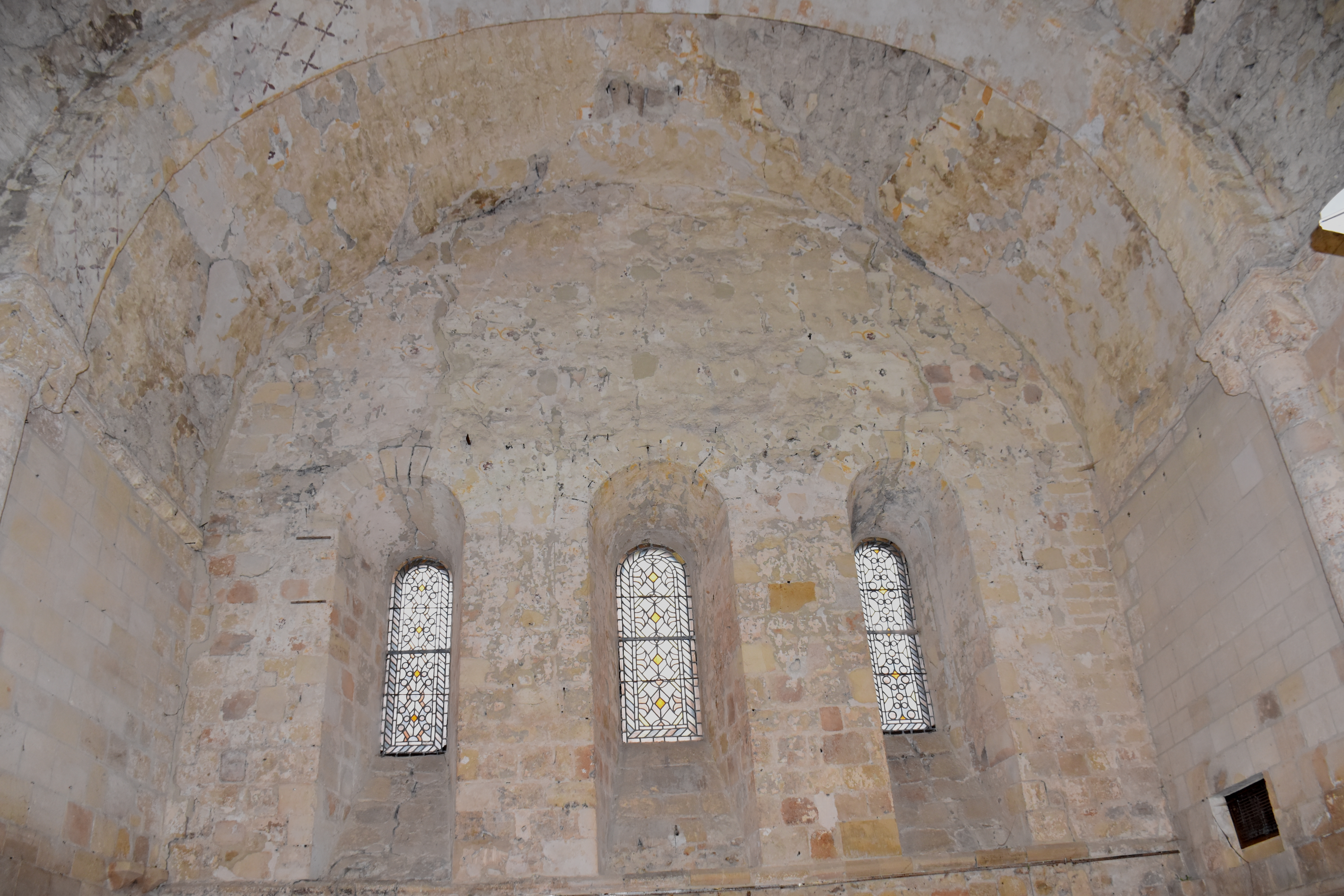
Les trois baies romanes du chevet.
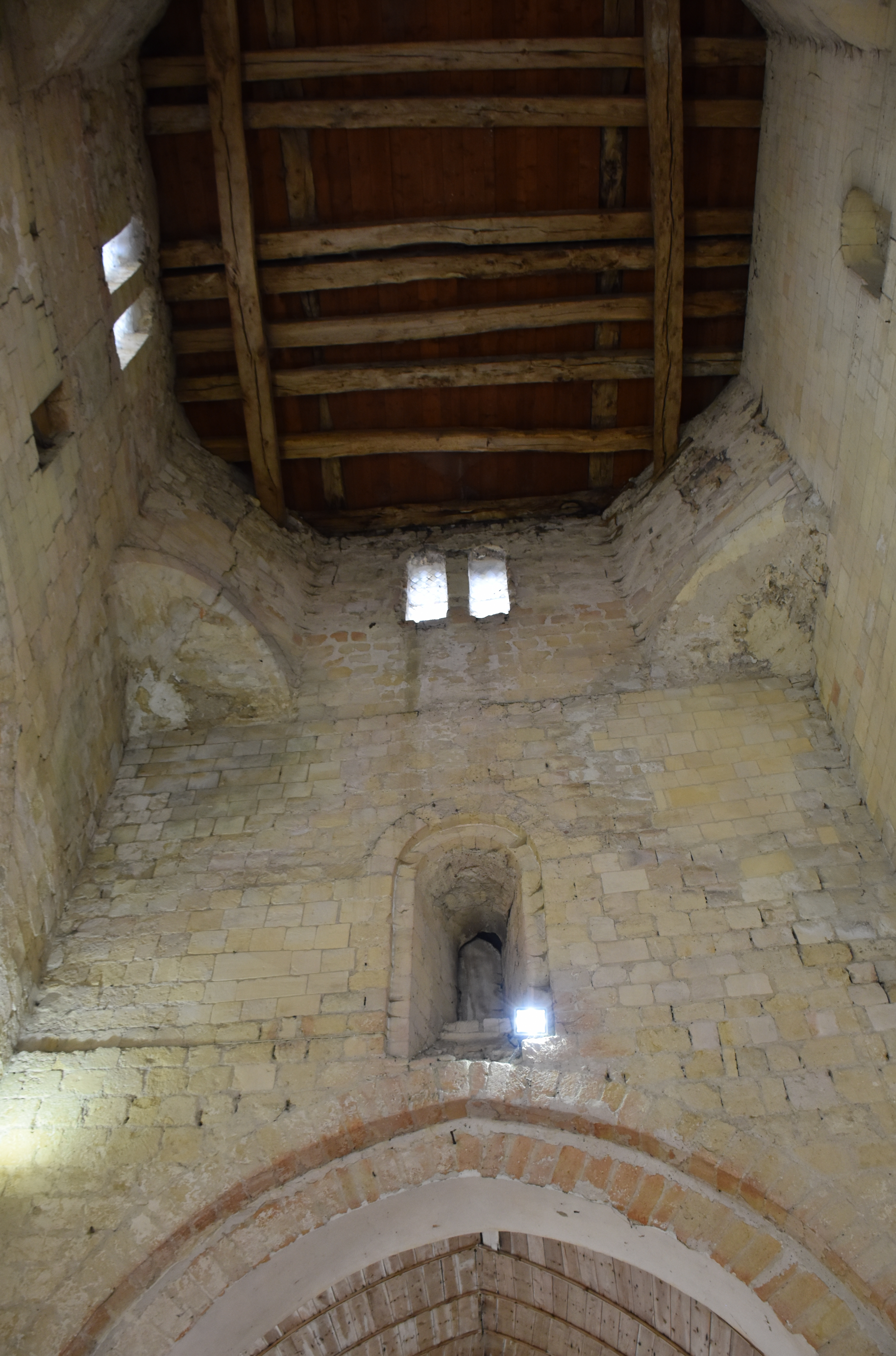
Vue intérieur du clocher avec le passage des cloches.
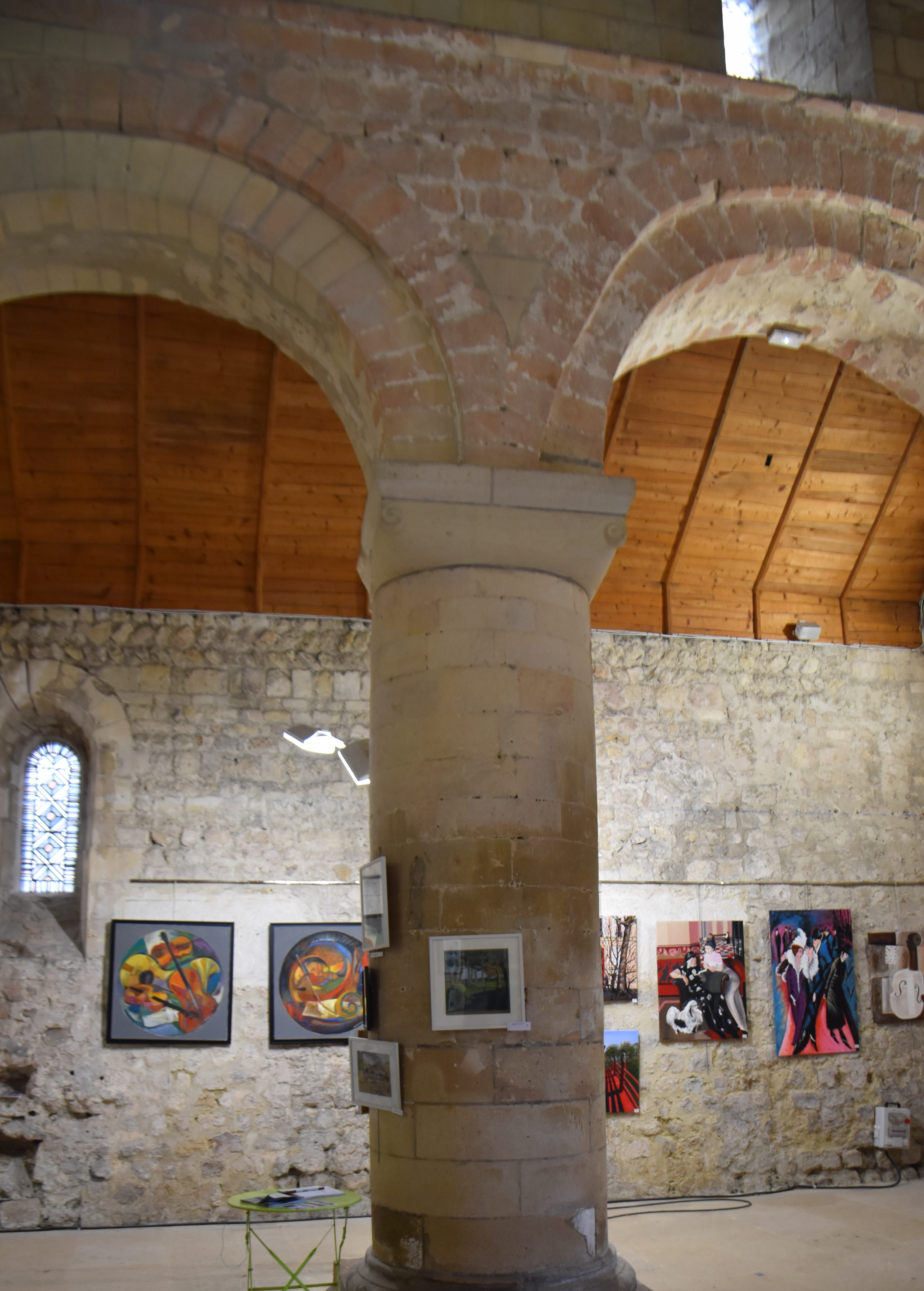
Pilier de soutien.
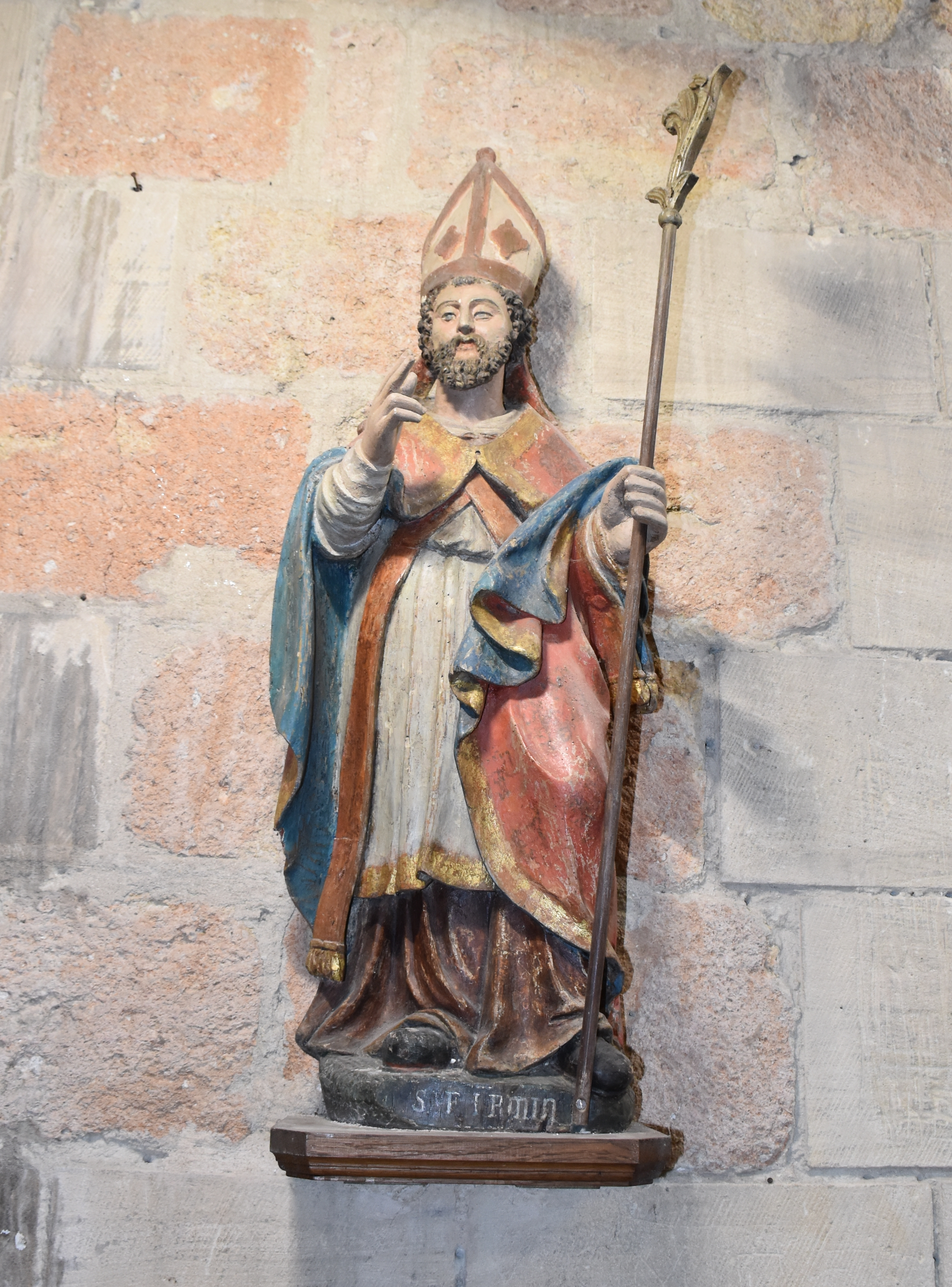
Statue de Saint-Firmin.